# Huperzia sieboldii
Huperzia sieboldii là một loài thực vật có mạch trong Họ Thạch tùng. Loài này được (Miq.) Holub mô tả khoa học đầu tiên năm 1985.

## Hình ảnh

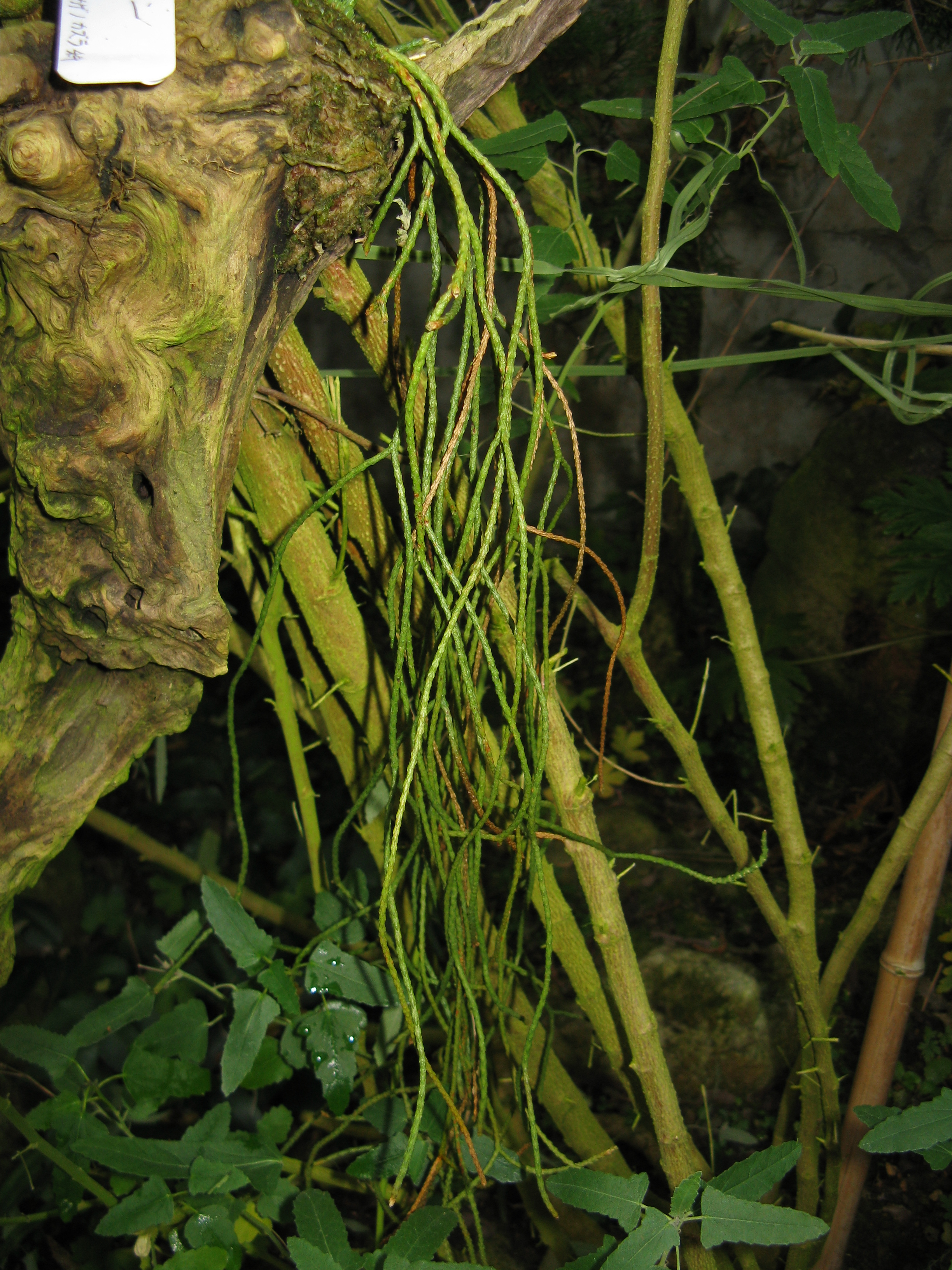